# Leucania semiusta
Leucania semiusta är en fjärilsart som beskrevs av George Francis Hampson 1891. Leucania semiusta ingår i släktet Leucania och familjen nattflyn. Inga underarter finns listade i Catalogue of Life.